# Raúl Juliá
Raúl Juliá, właśc. Raúl Rafael Carlos Juliá Arcelay (ur. 9 marca 1940 w San Juan, zm. 24 października 1994 w Nowym Jorku) – amerykański aktor portorykańskiego pochodzenia, który wsławił się rolami szaleńców, czarnych charakterów i dziwaków. Laureat nagrody Złotego Globu dla najlepszego aktora w miniserialu lub filmie telewizyjnym za występ w Sezonie w piekle (The Burning Season, 1994). Ponadto był trzykrotnie nominowany do Złotego Globu; dla najlepszego aktora w filmie dramatycznym w filmie Pocałunek kobiety pająka (1985) i dwa razy dla najlepszego aktora drugoplanowego w filmach – Burza (1982) i Dyktator z Paradoru (1988).

## Życiorys

### Wczesne lata
Urodził się w San Juan, w rodzinie katolickiej jako najstarszy z sześciorga dzieci Olgi (z domu Arcelay) i Raúla Julii Gonzáleza, restauratora. Miał czterech braci oraz dwie siostry – Marię Eugenię i Olgę Marię. Jego brat, Rafa, zginął w wypadku samochodowym, gdy Juliá miał 19 lat. Jego ojciec był pionierem, który przywiózł pizzę do Portoryko, kiedy dodał ją do menu swojego popularnego już smażonego kurczaka. Niektórzy krewni byli również muzykami, w tym jego ciotka María González, którą uważał za inspirację dla swojej kariery artystycznej. Po obejrzeniu ekranizacji Przygody Robin Hooda z Errolem Flynnem, wiedział, że zostanie aktorem. Uczęszczał do prywatnej szkoły katolickiej Colegio Espiritu Santo, gdzie wystąpił w roli diabła w szkolnej inscenizacji.
Ukończył Colegio San Ignacio de Loyola High School w San Juan. Naukę kontynuował na University of Puerto Rico. Na życzenie rodziców przez rok studiował prawo na Fordham University w Nowym Jorku, po czym powrócił do Portoryko i wznowił swoje aspiracje aktorskie.

### Kariera
W 1963 związał się z Teatro Tapia w San Juan, gdzie wystąpił w przedstawieniach takich jak Bye Bye Birdie, Cztery plakaty, Szczęśliwy czas, Makbet i Otello. W 1964 zagrał Astolfa w produkcji off-broadwayowskiej Życie jest snem w Astor Theatre. W 1967 zwrócił na siebie uwagę Josepha Pappa, założyciela New York Shakespeare Festival, który mianował go kierownikiem sceny przy produkcji Hamleta, a także obsadził go w kilku innych sztukach. W 1968 debiutował na Broadwayu jako Chan w sztuce Kubańska rzecz.
Po debiucie na ekranie w dreszczowcu kryminalnym Organizacja (The Organization, 1971) z Sidneyem Poitierem, wystąpił w melodramacie Jerry’ego Schatzberga Narkomani (The Panic in Needle Park, 1971) z Alem Pacino i dramacie Byłem w dole tak długo, że wygląda na to, że się do mnie podoba (Been Down So Long It Looks Like Up to Me, 1971) na podstawie powieści Richarda Fariñy. W latach 1971–1972 występował w dziecięcym programie edukacyjnym Ulica Sezamkowa.
Odnosił sukcesy na Broadwayu i czterokrotnie był nominowany do Tony Award w kategorii najlepszy aktor w musicalu; za rolę Proteusa w komedii Dwaj panowie z Werony (1972; za występ dostał nagrodę Drama Desk), jako Charley Wykeham w Gdzie jest Charley? (1975), za rolę kapitana Macheatha (Majchera, szefa gangu oszustów) w spektaklu Opera za trzy grosze (1977) i jako Guido Contini w widowisku Dziewięć (1982).
Jego kariera na ekranie nabrała rozpędu dopiero we wczesnych latach 80., kiedy Francis Ford Coppola zaangażował go do roli Raya w melodramacie Ten od serca (One from the Heart, 1982). Za rolę Kalibana – syna wiedźmy w ekranizacji sztuki Williama Szekspira Burza (1982) w reż. Paula Mazursky’ego otrzymał nominację do Złotego Globu. Kreacja więźnia politycznego Valentina Arreguia w dramacie Hectora Babenco Pocałunek kobiety pająka (1985) z  Williamem Hurtem i Sônią Bragą zdobyła uznanie i nominację do Złotego Globu. W miniserialu Mussolini: Historia nieznana (Mussolini: The Untold Story, 1985) wystąpił jako Galeazzo Ciano. W biograficznym filmie telewizyjnym ABC Onassis – najbogatszy człowiek świata (Onassis: The Richest Man in the World, 1988) z Francescą Annis i Jane Seymour zagrał postać słynnego greckiego przedsiębiorcy Arystotelesa Onassisa. Jako szef policji Roberto Strausmann w przygodowej komedii romantycznej Paula Mazursky’ego Dyktator z Paradoru (1988) z Richardem Dreyfussem był nominowany do Złotego Globu 1988. W dramacie politycznym Romero (1989) został obsadzony w roli arcybiskupa Oskara Romero. Zyskał uznanie młodszego pokolenia dzięki roli Gomeza Addamsa w czarnej komedii Barry’ego Sonnenfelda Rodzina Addamsów (1991), za którą był nominowany do Nagrodą Saturna jako najlepszy aktor, i jej sequelu Rodzina Addamsów II (1993). Jako Francisco „Chico” Mendes, brazylijski lider związku, który zebrał ludzi, by zbuntować się i walczyć przeciw eksploatacji lasu tropikalnego w telewizyjnym dramacie biograficznym HBO Sezon w piekle (The Burning Season, 1994) w reż. Johna Frankenheimera otrzymał Złoty Glob, Nagrodę Emmy i Nagrodę Gildii Aktorów Ekranowych.

## Życie prywatne
W latach 1965–1969 był żonaty z Magdą Vasallo Molinelli. 28 czerwca 1976 poślubił Merel Poloway, z którą miał dwóch synów Raula Sigmunda (ur. 1983) i Benjamína Rafaela (ur. 1987).

### Śmierć
16 października 1994, w kilka dni po zakończeniu zdjęć do filmu Uliczny wojownik (za występ był nominowany do Nagrody Saturna jako najlepszy aktor drugoplanowy) doznał wylewu krwi do mózgu, w wyniku którego zapadł w śpiączkę. Zmarł tydzień później w wieku 54 lat w szpitalu w Nowym Jorku. Jego pogrzeb odbył się 27 października z honorami państwowymi w San Juan.

## Filmografia
- Narkomani (1971) jako Marco
- Oczy Laury Mars (1978) jako Michael Reisler
- Ten od serca (1982) jako Ray
- Burza (1982) jako Kalibanos
- Pocałunek kobiety pająka (1985) jako Valentin Arregui
- Nazajutrz (1986) jako Joaquin Manero
- Alamo: 13 dni chwały (1987) jako gen. Antonio López de Santa Anna
- Onassis – najbogatszy człowiek świata (1988; serial TV) jako Arystoteles Onassis
- Dyktator z Paradoru (1988) jako Roberto Strausmann
- Tequila Sunrise (1988) jako Carlos
- Romero (1989) jako arcybiskup Oscar Romero
- Opera za trzy grosze (1990) jako MacHeath
- Frankenstein wyzwolony (1990) jako dr Victor Frankenstein
- Hawana (1990) jako Arturo Duran
- Żółtodziób (1990) jako Storm
- Uznany za niewinnego (1990) jako Sandy Stern
- Rodzina Addamsów (1991) jako Gomez Addams
- Dżuma (1992) jako Cottard
- Rodzina Addamsów II (1993) jako Gomez Addams
- Sezon w piekle (1994) jako Chico Mendes
- Uliczny wojownik (1994) jako gen. M. Bison